# Sérvios da Croácia

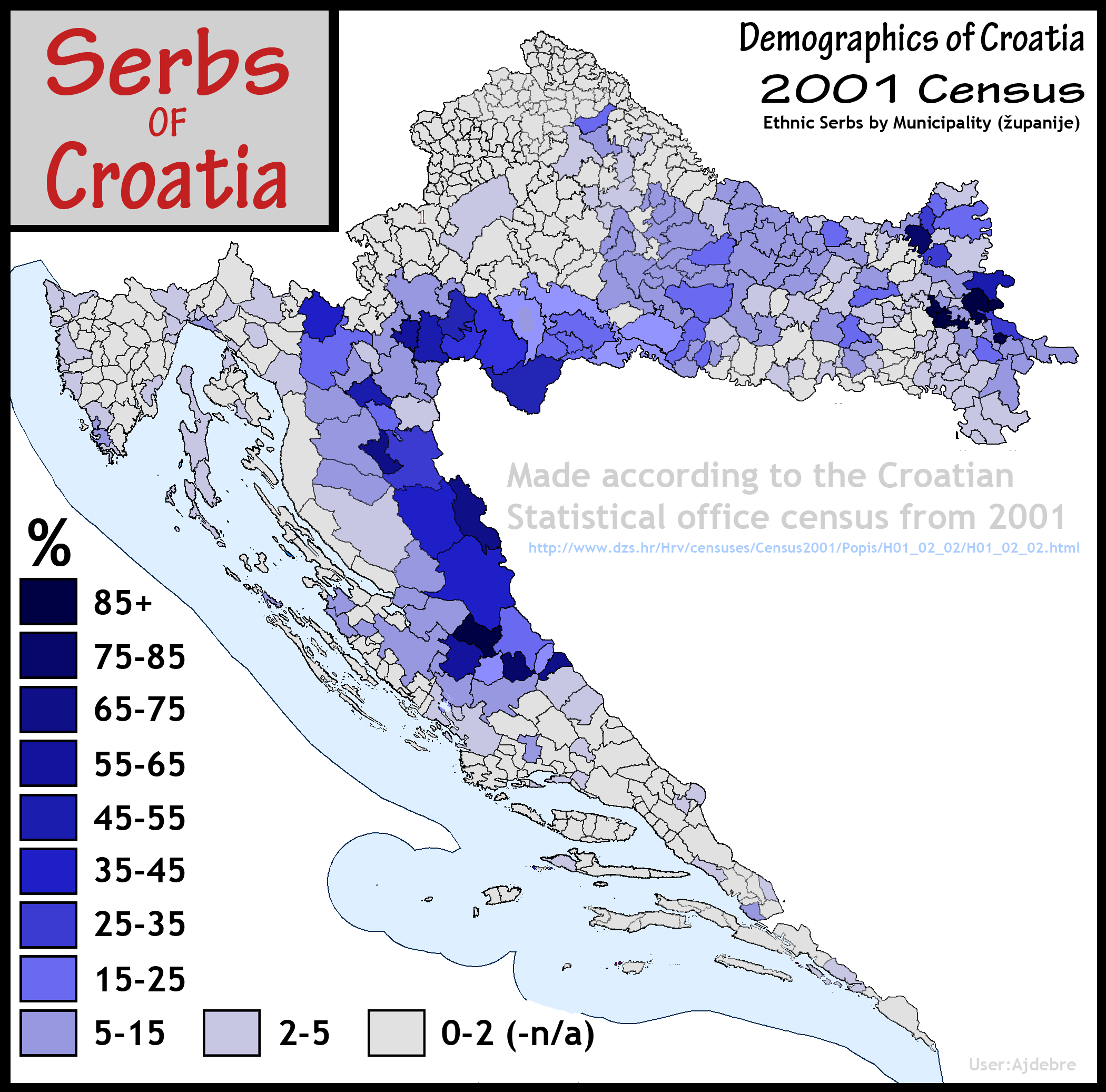
Mapa com a distribuição dos sérvios da Croácia

Os sérvios da Croácia (ou croatas sérvios, também conhecidos como sérvios de Krajina), são a minoria sérvia na Croácia, que constituem a maior minoria étnica no país. A partir do século XVI, parte dos sérvios na Croácia, junto com os croatas foram chamados Grenzers (Krajišnici), que habita parte da Croácia, na fronteira entre o Império Otomano.
Um grande número de sérvios migraram para o norte e oeste, em 1538, quando o Kaiser Fernando I, governante do Império Habsburgo ofereceu refúgio e solução permanente para os sérvios deslocados (Rasca), fugindo dos turcos, colocando-os sob a administração militar austríaca. A nova região militar estabelecida foi chamada Militärgrenze ou fronteira militar. Em troca de serviços militares, os sérvios receberam terra e não eram tributados. Embora os sérvios eram uma parte de diversos Estados e impérios cambiantes, um grande número continuou a viver no território da atual Croácia. Os dados mais recentes aproximam a população sérvia a ser 201.631. Em 22 de Dezembro de 1990, o Parlamento da Croácia alterou a constituição, igualando os sérvios da Croácia com outras minorias nacionais e empatou a sua posição com outras minorias. O percentual dos que se declaram como sérvios, segundo o censo de 1991, foi de 12,2% (78,1% da população declarou-se croata). Isto foi lido como a tirada de alguns dos direitos dos sérvios concedidos pela Constituição socialista anterior. Hoje maioria dos sérvios são capazes de regressar à Croácia legalmente. Entretanto, na realidade uma maioria dos sérvios  deixaram durante a evacuação organizada em 1995, optaram por permanecer como cidadãos de outros países em que obtiveram cidadania. Por isso, hoje os sérvios constituem 4% da população da Croácia, contra a população antes da guerra de 12%.
Antes da Guerra de Independência da Croácia, parte dos sérvios da Croácia se rebelaram ("revolucija balvan") e lideraram uma campanha militar contra o governo croata, com a criação de um Estado não reconhecido chamado República Sérvia de Krajina, na esperança de alcançar a independência, o reconhecimento internacional, e completa auto-gestão do governo da Croácia. A revolta foi incitada pela Sérvia. Como a popularidade da unificação dos povos da Sérvia em uma Grande Sérvia com a própria Sérvia aumentou, a revolta contra o governo croata também aumentou. Alguns políticos sérvios da Croácia procuraram solução pacífica. Alguns deles organizaram partidos sérvios da Croácia nas áreas controladas pelo governo, como o Milan Đukić, alguns deles (Veljko Džakula) tentaram em vão organizar as partes sobre as áreas que se rebelaram, mas seu trabalho foi impedido pelo belicistas sérvios. O para-Estado tinha de facto controle sobre a maioria do território durante a sua existência, entre 1991 e 1995, mas não foi reconhecido por qualquer outra nação ou grupos. A tentativa dos separatistas para a independência terminou por uma ofensiva croata durante a Operação Tempestade, que esmagou a revolta. O Conselho Supremo de Defesa ou RSK ordenou a evacuação de civis após o governo croata lançar a operação.
Como resposta a uma ação judicial croata acusando a Sérvia de genocídio na Croácia e na Bósnia e Herzegovina, a Sérvia entrou com a sua própria contra a Croácia, alegando que a Operação Tempestade e outras operações militares croatas durante a década de 1990 foram atos de limpeza étnica no valor de um genocídio dos sérvios locais. Além disso, os procuradores da ONU sobre crimes de guerra alegaram que as Forças Armadas da Croácia atacaram civis e incendiaram casas de sérvios em um esforço deliberado de expulsar dezenas de milhares de sérvios durante a repressão de 1995 dos rebeldes sérvios .